# معركة آلتون كوبري
معركة آلتون كوبري كانت مواجهة عسكرية بين البيشمركة والجيش العراقي في الصراع العراقي الكردي عام 2017. وكانت هذه أول مواجهة عسكرية بين الجانبين منذ حرب العراق.

## خلف الأحداث
بدأ القتال عندما سيطرت قوات الحشد الشعبي على كركوك وحاولت احتلال أربيل.

## المعركة
بدأ القتال عند الساعة السابعة صباحا على طريق أربيل – كركوك قرب قرية بيردي، عندما بدأ جهاز مكافحة الإرهاب العراقي باستهداف الوحدات الكردية بقذائف الهاون. ويبدو أن قذيفة هاون عيار 81 ملم انفجرت بالقرب من مجموعة من الجنرالات الأكراد الذين كانوا يقفون خارج مركز القيادة.